# موغنس هيرمان هانسن
موغنس هيرمان هانسن (بالدنماركية: Mogens Herman Hansen)‏ هو لغوي دنماركي، ولد في 20 أغسطس 1940 في فريدريكسبرغ في الدنمارك.